# 小田嶋成和
小田嶋 成和（おだしま しげよし、1927年3月18日 - 1980年2月7日）は、日本の病理学者、専門は実験腫瘍学、特に化学物質による発がん研究。宮城県仙台市出身。倫理学者・白井成允の三男。

## 略歴
- 1951年 東北大学医学部卒業、病理学教室助手を経て、
- 1954年 佐々木研究所研究員となり、吉田富三所長の下、発がん研究に従事。
- 1960年 東京大学医学博士。論文の題は「4-ヂメチルアミノアゾベンゼン短期間投与後、20-メチルコラントレン皮膚塗布に依る白ネズミ肝癌の発生について」[2]。
- 1962年 藤原賞受賞。
- 1963－1965年 米国国立癌研究所（NCI）の客員研究員。
- 1970年 国立衛生試験所に新設の薬品病理部部長
- 1978年 国立衛生試験所安全性生物試験研究センター病理部長。
- 1980年 急逝、享年52。高松宮妃癌研究基金学術賞受賞（追贈）

日本癌学会理事、日本病理学会評議員、日本食品衛生学会評議員、厚生省中央薬事審議会委員、食品衛生調査会委員などを歴任。

## 参考資料
- 化学物質と癌の発生、小田嶋成和・橋本嘉幸編、学会出版センター、1978
- 和　小田嶋成和先生を偲ぶ、小田嶋成和先生追悼集刊行会、1982
- 『財団法人佐々木研究所五十年史』、（財）佐々木研究所編、 1990